# Alexander von Falkenhausen
Barón (Freiherr) Alexander Ernst Alfred Herrmann von Falkenhausen (Blumenthal, Silesia, Imperio alemán; 29 de octubre de 1878 - Nassau, Renania, Alemania Occidental; 31 de julio de 1966) fue un militar alemán con el grado de General de Infantería de la Wehrmacht perteneciente a la nobleza germana e implicado paralelamente como un conspirador contra el régimen de Hitler; y represor antisemita de las comunidades judías belgas mientras fue Jefe del Gobierno Militar de Ocupación en Bélgica desde el 22 de mayo de 1940, durante la ocupación por la Alemania nazi en la Segunda Guerra Mundial. Curiosamente, era familiar de Ludwig von Falkenhausen, quien también fue gobernador de Bélgica durante la ocupación alemana, pero durante la I Guerra Mundial.

## Biografía

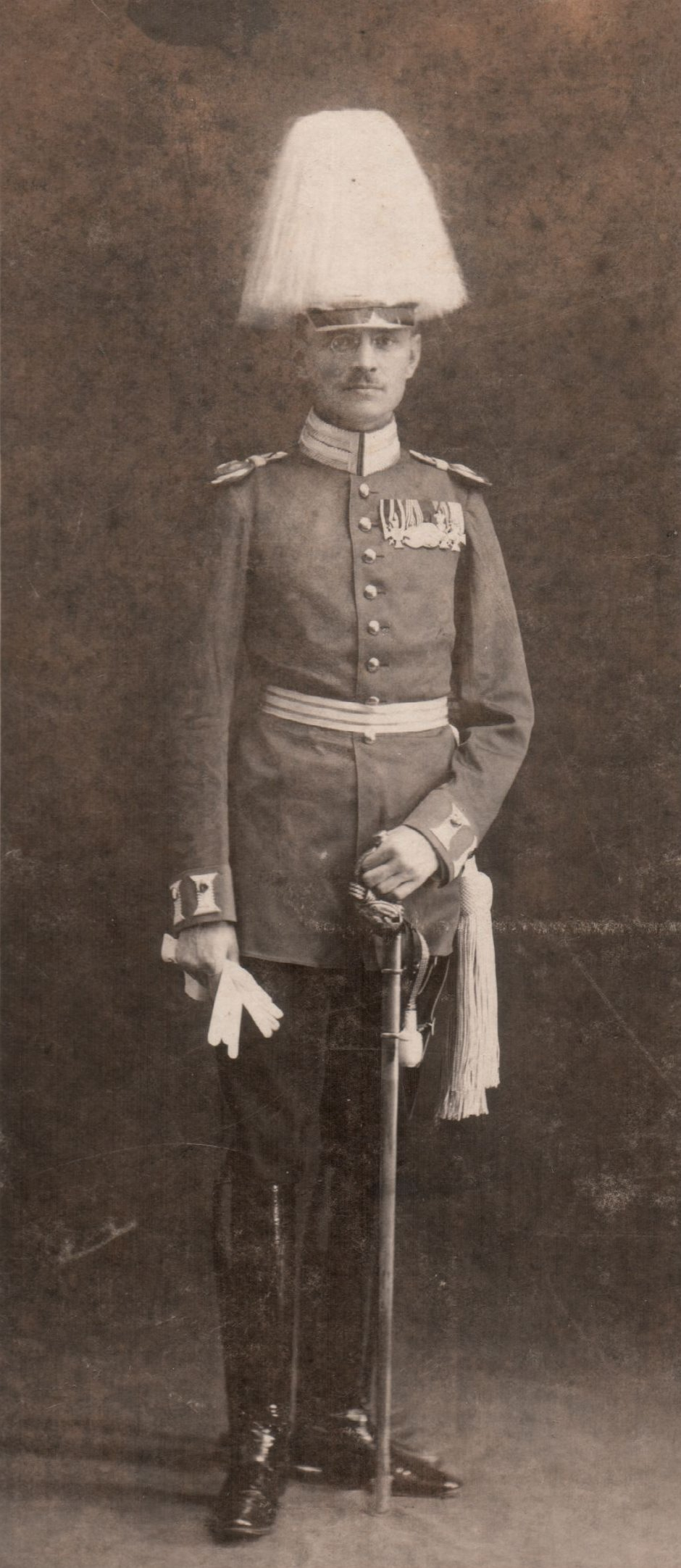
Alexander von Falkenhausen con uniforme de parada prusiano en Nagoya (octubre de 1911).

Von Falkenhausen nació en Blumenthal (Schleisen), Alemania en 1878, el segundo de siete hijos del barón Alexander von Falkenhausen y su esposa Elizabeth Schuler von Senden.

### Inicios de su carrera militar y servicio en China
Realizó sus estudios básicos en Breslau e ingresó como cadete a la academia militar de Wahlstatt en Baja Silesia a la edad de 12 años. En 1897, von Falkenhausen fue ascendido a segundo teniente en el Ejército Alemán y sirvió como militar adjunto en Japón antes de la I Guerra Mundial. Durante la guerra, sirvió en el Sexto Ejército y recibió la Pour le Mérite por sus servicios ante el ejército otomano en Palestina. Formó filas en el Regimiento de Infantería N.º  91 Oldenburg en la ciudad de Oldenburg y fue enviado como parte de un regimiento expedicionario a China durante la Guerra de los bóxers en 1899 hasta 1902, donde quedó fascinado con las culturas orientales.
A su regreso contrajo matrimonio con Paula von Wedderkop, hija del mariscal Julius von Wedderkop y fue ayudante del Estado Mayor del regimiento 91 de Infantería, realizó un curso en la Academia militar de Prusia desde 1904 hasta 1910 alcanzando el grado de Hauptmann o Capitán de Ejército.
Von Falkenhausen aprendió el idioma japonés y fue enviado como agregado militar a la embajada alemana en Japón desde 1911 hasta 1914.

### Primera Guerra Mundial
En los preámbulos de la Primera Guerra Mundial, fue asignado como agregado militar en Turquía donde lo sorprendió la apertura de la Gran Guerra.
Se desempeñó como inspector del 2.º Ejército turco y posteriormente como jefe de Estado Mayor del Ejército Turco en el Cáucaso.
Fue jefe de Estado Mayor del 7.º Ejército Turco en 1917 con el rango de teniente coronel.
Fue galardonado con la Orden del Mérito (Pour le Mérite), la más alta condecoración del ejército prusiano, y terminó su misión en Turquía con el rango de representante militar plenipotenciario en ese país en 1918.

### República de Weimar
Falkenhausen fue asimilado al Reichswehr, y asignado como Jefe del Distrito Militar del Comando II del Ejército en Berlín en 1919 (Jefe del Personal del Wehrkreis). El 12 de abril de 1920 fue transferido al Ministerio de Defensa, como Jefe del Personal de Inspectores de Entrenamiento y Educación del Reichswehr, hasta 1921.
Al final de la guerra continuó en el ejército, y fue transferido a Danzig para ocuparse de una breve comisión del Alto Mando en asuntos polacos en ese puerto. Desde 1922 hasta 1927 sirvió en diversas comandancias menores.
En 1927 fue designado para servir como director jefe de la Escuela de Infantería de Dresde, hasta que en 1930 presentó su renuncia voluntaria al Ejército y se retiró del servicio.

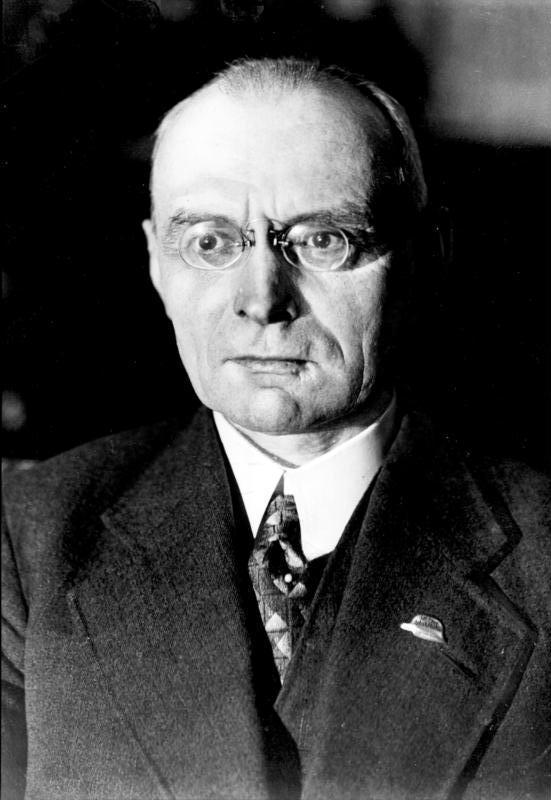
Barón von Falkenhausen en 1933.

En 1934, en pleno advenimiento del nazismo, Falkenhausen rechazó abiertamente la política de Hitler y se las arregló para ser enviado a prestar servicios al Oriente. Viajó a China, enviado como consejero Militar adjunto al gobierno de Chiang Kai-shek en China nacionalista, donde colaboró con el líder chino en la construcción del nuevo ejército nacional en vistas a los conflictos mantenidos con Japón durante la segunda guerra sino-japonesa.
En 1937, la Alemania nazi se alió con el Imperio del Japón, que acababa de reanudar las hostilidades con la República de China en lo que se conoció como segunda guerra sino-japonesa. El gobierno alemán suspendió entonces la ayuda militar brindada a China y von Falkenhausen tuvo que renunciar y regresar a Alemania, bajo amenazas del gobierno a su familia.
Falkenhausen, que había establecido muy buenas relaciones con el líder chino, se resistió a ser retirado y amenazó con dimitir de la Wehrmacht y renunciar a su nacionalidad si era obligado a regresar a Alemania. El régimen nazi, representado por el ministro de Relaciones Exteriores, Joachim von Ribbentrop, amenazó con tomar represalias contra su familia si se mantenía en su postura, por lo que este retornó a Alemania en 1938. Antes de partir, von Falkenhausen aseguró a Chiang Kai-Shek que no revelaría los planes de batalla trazados con su ayuda y las estrategias militares implementadas en China. Incluso fue testigo de excepción de la Masacre de Nankín.[cita requerida]

## Servicio en Alemania y gobernación de Bélgica
Estando ya en Alemania, Falkenhausen fue contactado por el grupo de militares de su amigo personal, Carl Friedrich Goerdeler opuesto al régimen de Hitler, mientras era adjunto como comandante en el IV cuerpo de infantería en Dresde desde 1939 hasta mayo de 1940 y ascendió a General de Infantería.
En 1938, antes de estallar la Segunda Guerra Mundial, von Falkenhausen fue llamado al servicio de nuevo y sirvió como General de Infantería en el frente occidental. Después de la batalla de Francia, fue designado Gobernador Militar de Bélgica en 1940.

### Segunda Guerra Mundial
En mayo de 1940, fue llamado a servir por instrucción de Hitler como Jefe Militar de las Fuerzas de Ocupación en Bélgica y el norte de Francia, cuyas funciones fueron el administrar militarmente la seguridad interna bajo las directrices de la RSHA, aplicar las políticas de ocupación del régimen nazi incluidas las directrices del Aktion Reinhard, supervisar la distribución y logística de las tropas alemanas a cargo de defender el Muro del Atlántico.
Bajo este cargo y acorde a las políticas raciales del régimen nazi (Solución Final), gestionó bajo 17 decretos raciales, la deportación de 28 900 judíos belgas y franceses a los campos de concentración; pero no de exterminio, el envío de 2250 personas a trabajos forzados en la Organización Todt y 43 000 belgas no-judíos opositores a los campos de trabajos forzados, de los cuales  13 000 murieron. Bajo su administración, también fueron ejecutados cientos de partisanos.
Su adjunto civil con rango equivalente de Jefe Administrativo, Eggert Reeder, destruyó sistemáticamente la estructura económica de los judíos en territorio belga, pero preservó la estructura económica de ese país en contra de las directrices del régimen nazi. Reeder, en coordinación con el Jefe de Servicios de Seguridad belga, Robert de Foy, envió a Francia trenes cargados con belgas judíos, pero fueron liberados por la Wehrmacht en Amberes; sin embargo aquellos de origen alemán, austríaco o polaco fueron enviados al campo de exterminio de Auschwitz-Birkenau. No obstante, de uno u otro modo solo fue enviada a Alemania un 6% de la población judía belga, tanto Reeder como Falkenhausen se las arreglaron para enviar cuotas de judíos a campos de trabajo y otros campos de detención que no fueran de exterminio dificultando o estorbando las directrices de Himmler.
Falkernhausen en su cargo se las arregló de alguna manera para permanentemente hacer llegar presentes a Chiang Kai-shek.
El 7 de junio de 1944, miembros de la maquis belga asesinaron a tres oficiales de la Gestapo en Ecaussinnes, lo que motivó que 97 personas del poblado fueran arrestadas para ser ejecutadas como medida de presión para encontrar a los culpables. Afortunadamente, una inmigrante china llamada Qian Xiuling, familiar de un conocido de von Falkenhausen, se enteró de la situación y viajó a Bruselas para solicitar la liberación de los detenidos. Si bien el general von Falkenhausen había ayudado anteriormente a salvar a otras personas por intervención de Qian Xiuling, este último favor motivó su arresto por insubordinación, aunque las 97 personas fueron liberadas.
El 15 de julio de 1944, Falkenhausen fue destituido abruptamente de su cargo siendo reemplazado por el general Martin Grase y pasado a la reserva.

### Participación en las conspiraciones antinazi y sus consecuencias
Mientras se desempeñaba como gobernador se hizo amigo de Erwin von Witzleben y Carl Friedrich Goerdeler, ambos cabezas del atentado del 20 de julio de 1944, y con el tiempo empezó a participar en las reuniones conspiratorias.
Después de fracasar el mencionado atentado contra Hitler, Falkenhausen debido a su cercanía con Carl Friedrich Goerdeler es detenido por sospecha de complicidad con el grupo de militares opositores.
El general von Falkenhausen fue enviado a una corte marcial. Si bien, la derrota alemana evitó que fuera juzgado, von Falkenhausen fue enviado en un periplo a varios campos de detención siendo finalmente llevado al campo de concentración de Dachau, teniendo la suerte de no ser ejecutado por el régimen, hasta que fue liberado por los aliados y tomado prisionero por las tropas estadounidenses de Niederhorf el 5 de mayo de 1945, antes de que la Gestapo pudiera ejecutarlo.

## Acusaciones por crímenes de guerra
El fin del régimen nazi no supuso ninguna mejoría en la suerte de von Falkenhausen y, tanto Falkenhausen como Reeder fueron reclamados por el gobierno de la Bélgica libre. En 1948 fue extraditado a Bélgica para ser juzgado por crímenes de guerra.

### Juicio
El 9 de marzo de 1951 fueron enjuiciados por crímenes cometidos bajo la ocupación nazi. A pesar de que algunos exprisioneros aportaron pruebas a favor de Falkenhausen, fue condenado por la aplicación de las políticas raciales dictadas por Himmler bajo su administración.

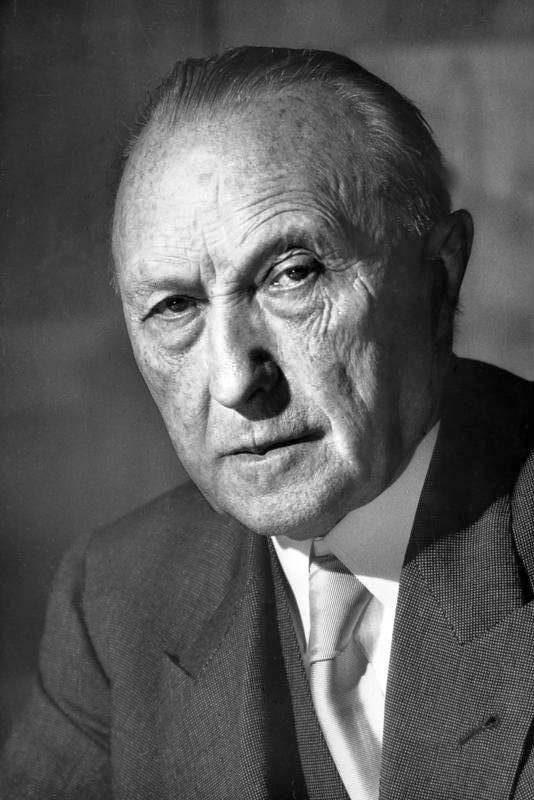
Konrad Adenauer.

### Sentencia
El 9 de julio de 1951 von Falkenhausen fue sentenciado y condenado a 12 años de trabajos forzados, por haber permitido la deportación de 25 000 judíos y la ejecución de civiles belgas. No obstante, la oportuna intervención de Qian Xiuling, quien reunió a varias de las personas liberadas gracias a von Falkenhausen, motivó su liberación. Falkenhausen solo cumplió tres meses y ese año fue liberado de cargos por una amnistía de Konrad Adenauer.

## Vida final
El general von Falkenhausen se estableció en Bonn. Falkenhausen durante su vida de retiro mantuvo comunicación epistolar con el gobierno de Chiang Kai-shek quien dio múltiples expresiones de gratitud hacía el retirado general alemán. Se casó en 1960 con Cecile Vent, responsable de la maquis de Verviers, Bélgica, a quien encontró cuando esperaba su juicio.
Alexander Freiherr von Falkenhausen falleció a los 88 años, en 1966 en Nassau (Renania), Alemania.